# Феоксена (дочь Агафокла)
Феоксена (др.-греч. Θεόξενα; также известная как Феоксена Младшая, для отличия от её матери-тёзки) — аристократка эллинистического Египта, известная из одного из Оксиринхских папирусов. Гипотетическая дочь царя Агафокла и его третьей жены Феоксены. Возможность её существования противоречит свидетельствам античного историка Юстина.

## Происхождение и ранняя биография

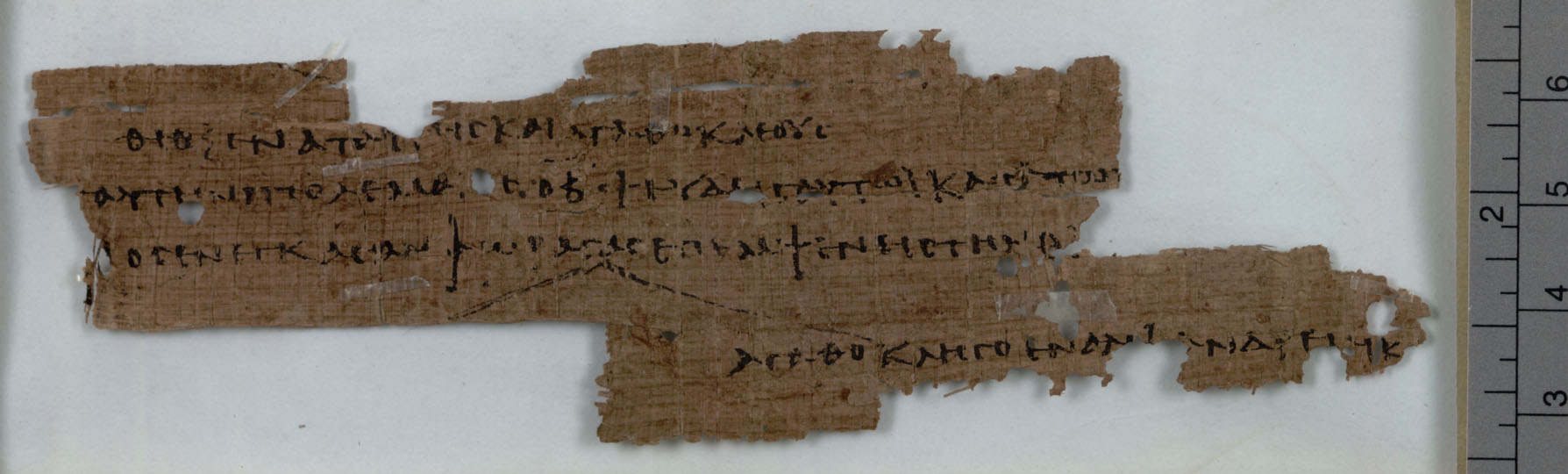
Оксиринхский папирус XXXVII 2821

Единственным свидетельством существования Феоксены, является Оксиринхский папирус XXXVII 2821. В нём говорится о некой Феоксене, дочери Агафокла и матери Агафокла. Она выдвинула царю Птолемею II ложные обвинения против известных ей людей. За это Феоксена была изгнана в Фиваиду. Исследователи считают что она могла быть дочерью Агафокла Сицилийского и его третей жены Феоксены.
Агафокл был греческим тираном Сиракуз, ставшим позднее царём Сицилии. Около 300 года до н. э. он женился в третий раз на Феоксене, родственнице царя Птолемея Лагида. По самой распространённой версии, Феоксена была дочерью от первого брака третьей жены Птолемея — Береники. Таким образом её отцом был полководец Филипп. Также существуют версии, что Феоксена могла быть дочерью Птолемея от одной из законных жён, Эвридики или Береники, или от некой наложницы. Ещё согласно одной версии, Феоксена могла быть дочерью Менелая, брата Птолемея.
Дети Феоксены родились между 301 и 298 годами до н. э. Когда Агафокл был при смерти, он отослал жену вместе с двумя малолетними детьми в Египет, беспокоясь за их жизнь. Историк Юстин, описывающий это событие, использовал слово лат. parvuli, то есть слово дети в мужском роде. Поэтому считалось что у Агафокла и Феоксены были только мальчики. Однако, после публикации папируса XXXVII 2821, учёные склоняются к тому, что у пары были мальчик и девочка. Второго ребёнка, обычно, отождествляют с эпистатом Ливии Архагатом, сыном Агафокла. Он известен из одной надписи на белой мраморной плите, найденной в Александрии, где Архагат вместе со своей женой делают посвящение теменосу Сераписа и Исиды. Сам публикатор надписи, Питер Фрейзер, скептически относился к отождествлению сына Агафокла с эпистатом Ливии. Исследователь Крис Беннетт, соглашаясь с данными идентификациями, заявлял что Архагат и Феоксена, возможно, были детьми Агафокла и Феоксены.

## Последующая биография
Мало что известно о последующей жизни Феоксены, дочери Агафокла. Она вышла замуж за неизвестного человека, имя которого утеряно. От своего мужа Феоксена родила двоих детей: одного ребёнка, имя которого также утеряно, и сына по имени Агафокл. Крис Беннетт, развивая гипотезу Фрэнка Уолбанка, что фаворитка царя Птолемея IV Филопатора — Агафоклея и её брат Агафокл были потомками царя Агафокла, предположил, что они были детьми Агафокла, сына Феоксены. Также Беннетт отмечал, что в папирусе имя детей Феоксены идёт сразу после имени её отца. Это может указывать на то, что Феоксена имела высокий статус.
В период царствования Птолемея II, правившего в 283—246 гг. до н. э., царь сослал её в Фиваиду. Феоксена выдвинула Птолемею II ложные обвинения против известных ей людей. Имена данных людей в папирусе не сохранились. Согласно предположению Криса Беннетта, эти события были связаны с изгнанием Арсинои I. Эта первая жена Птолемея II была обвинена в заговоре против мужа и выслана в Коптос в 274/273 г. до н. э.